# شانکار دایال شارما
شانکار دایال شارما (انگلیسی: Shankar Dayal Sharma; زاده ۱۹ اوت ۱۹۱۸ – درگذشته ۲۶ دسامبر ۱۹۹۹) سیاستمدار اهل هند بود.
او از ۱۹۹۲ تا ۱۹۹۷ رئیس‌جمهور هند بود.